# Milena (nome)
Milena  è un nome proprio di persona italiano femminile.

## Varianti
- Ipocoristici: Mila, Lena
- Maschili: Mileno[3][4]

### Varianti in altre lingue
- Bulgaro: Милена (Milena)[2]
- Ceco: Milena[2]
- Croato: Milena[2], Milana[2], Milanka[2]
- Francese: Mylène
- Inglese: Mylene
- Macedone: Милена (Milena)[2]
- Polacco: Milena[2]
- Russo: Милена (Milena)[2]
- Serbo: Милена (Milena)[2], Милана (Milana)[2], Миланка (Milanka)[2]
- Sloveno: Milena[2]
- Tedesco: Milena
- Ungherese: Miléna[2]

## Origine e diffusione
È la forma femminile di Milan o Milen, un nome slavo basato sulla radice mil ("caro", "grazioso", "amabile", "clemente"), utilizzato sia indipendentemente, sia come ipocoristico di altri nomi contenenti tale termine, come Miloslav e Milorad. In alcuni casi, il nome può anche essere scambiato per una sincope di Maria ed Elena, o di Maria e Maddalena.
Il nome si diffuse al di fuori dei paesi slavofoni nel XIX secolo, allorché Nicola I, re del Montenegro, sposò la tredicenne Milena Vukotić: l'arrivo del nome in Italia, nel XX secolo, è sempre dovuto alla stessa figura: la figlia di Milena e Nicola, Elena, sposò infatti Vittorio Emanuele III, futuro re d'Italia, e il nome di sua madre si diffuse nella penisola come forma di omaggio alla casa Savoia. È importante notare che, nelle varie lingue slave, il nome è pronunciato in maniere diverse: mentre ad esempio in bulgaro si ha una pronuncia piana ("Miléna"), in serbo è invece sdrucciola ("Mìlena"); Milena del Montenegro proveniva da una regione serbofona tuttavia, probabilmente a causa della diffusione del suo nome attraverso la carta stampata, in italiano prese piede la forma piana. Riguardo alla diffusione sul territorio italiano, è attestato maggiormente nel Nord e nel Centro Italia, in particolare in Toscana.

## Onomastico
Il nome è adespota, cioè non ha santa patrona; l'onomastico ricade quindi il 1º novembre, festa di Ognissanti.

## Persone
- Milena Agus, scrittrice italiana

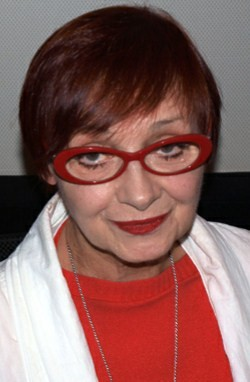
Milena Vukotic

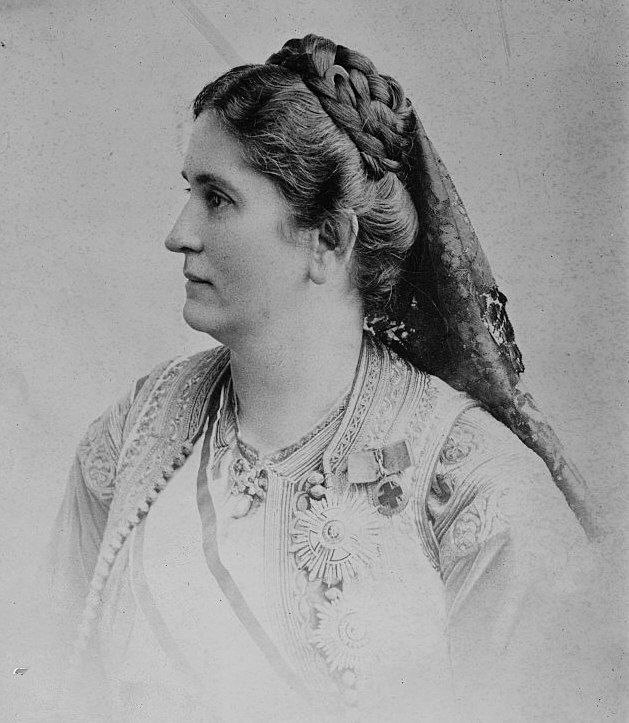
Milena Vukotić, regina del Montenegro

- Milena Canonero, costumista italiana
- Milena Cantù, cantante e compositrice italiana
- Milena Gabanelli, giornalista italiana
- Milena Jesenská, giornalista, scrittrice e traduttrice ceca
- Milena Mancini, attrice italiana
- Milena Manni, cantante italiana
- Milena Markivna Kunis, vero nome di Mila Kunis, attrice ucraina naturalizzata statunitense
- Milena Miconi, attrice, modella e soubrette italiana
- Milena Milani, scrittrice e giornalista italiana
- Milena Pavlović, attrice serba
- Milena Radecka, pallavolista polacca
- Milena Rašić, pallavolista serba
- Milena Rosner, pallavolista polacca
- Milena Roucka, wrestler e modella canadese
- Milena Usenik, atleta e pittrice slovena
- Milena Vukotic, attrice cinematografica e teatrale italiana
- Milena Vukotić, regina del Montenegro

### Variante Mylène
- Mylène Demongeot, attrice francese
- Mylène Farmer, cantautrice francese
- Mylène Jampanoï, attrice e modella francese
- Mylène Lazare, nuotatrice francese

### Altre varianti
- Milene Domingues, calciatrice brasiliana
- Milana Terloeva, scrittrice e giornalista russa

## Il nome nelle arti
- Milena è il nome dato nella traduzione italiana a Michiru Kaiou, alias Sailor Neptune, personaggio della serie animata Sailor Moon.
- Milena è un personaggio del romanzo di Lino Aldani Quando le radici.
- Milena è un personaggio del film tv del 2007 Piper, diretto da Carlo Vanzina.
- Milena è un personaggio del romanzo di Vasco Pratolini Cronache di poveri amanti.
- Milena è un personaggio del manga di Shiro Miwa Dogs.
- Milena Banotti è un personaggio del film del 1976 Bruciati da cocente passione, diretto da Giorgio Capitani.
- Milena Colapietro è un personaggio del film del 1992 Parenti serpenti, diretto da Mario Monicelli.
- Milena di Tamarang è un personaggio del romanzo di Terry Goodkind La profezia del mago.
- Mylene Farrow è un personaggio della serie anime Bakugan Battle Brawlers: New Vestronia.
- Milena Zulian è la protagonista femminile del film del 1966 Signore & signori di Pietro Germi.

## Toponimi
- Milena è un comune della provincia di Caltanissetta, ribattezzato così in onore di Milena del Montenegro.